# Hodowicze
Hodowicze – wieś na Ukrainie, w obwodzie wołyńskim, w rejonie kowelskim. W 2001 roku liczyła 239 mieszkańców.
W czasie okupacji niemieckiej mieszkający tutaj Ukraińcy Anton i Łukerija Karpukowie (rodzeństwo) udzielali pomocy Żydom, za co w 1999 roku Instytut Jad Waszem uhonorował ich tytułami Sprawiedliwych wśród Narodów Świata.
Do 2020 w rejonie turzyskim.